# Хорки (Жилина)
Хорки (слч. Hôrky) насељено је мјесто са административним статусом сеоске општине (слч. obec) у округу Жилина, у Жилинском крају, Словачка Република.

## Становништво
| Година:    | 1994. | 2004.   | 2014.    | 2024.    |
| ---------- | ----- | ------- | -------- | -------- |
| Број људи: | 581   | 615     | 722      | 1042     |
| Разлика:   |       | +5,85 % | +17,39 % | +44,32 % |

| Година:    | 2023. | 2024.   |
| ---------- | ----- | ------- |
| Број људи: | 1011  | 1042    |
| Разлика:   |       | +3,06 % |

Према подацима о броју становника из 2024. године насеље је имало 1042 становника.